# Gauks saga Trandilssonar
*Gauks saga Trandilssonar (Gauk Trandilssons saga) är en förlorad islänningasaga, som antas vara nämnd i handskriftssamlingen Möðruvallabók. År 1939 lyckades filologen Jón Helgason tyda en halvt utplånad anteckning på sista sidan av Njáls saga – som inleder Möðruvallabók – och fann följande anvisning: "Här ska Gauk Trandilssons saga skrivas in; det har sagts mig att herr Grim äger den." Den "herr Grim" som nämns, har antagits vara Grímr Þorsteinsson, död 1350, som var lagman, riddare och ståthållare (hirðstjóri). Tanken var alltså att placera *Gauks saga mellan Njáls saga och Egils saga, vilket stämmer med hur handskriften i övrigt är disponerad. Sagorna är nämligen ordnade geografiskt med början på Sydlandet.
Det har dock framförts tvivel om att Jón Helgason lyckades läsa skriften rätt. Inte heller tycks det gå att kontrollera saken, eftersom den lilla anteckningen numera verkar vara helt oläslig.
Notisen har i alla fall brukat anföras som bekräftelse på att *Gauks saga Trandilssonar faktiskt existerade i skriftlig form på 1300-talet, eftersom den då, enligt Jón Helgason, var i "herr Grims" ägo. Men antagligen gjordes ingen avskrift – i varje fall hamnade den inte i Möðruvallabók – och nu är sagan förlorad.
Gauk Trandilsson, som levde på 900-talet, var enligt Landnámabók bonde på gården Stöng i Tjorsådalen på Sydlandet. Han omtalas i Njáls saga och i Íslendingadrápa, som är en hyllning till sagatidens hjältar. Dessutom är han nämnd i en runristning i Maeshowe på Orkneyöarna. Han tycks med andra ord ha varit en ryktbar man, vilket kanske stöder antagandet att han också har haft en egen saga.